# Portchester
Portchester ist ein Ort in der Grafschaft Hampshire. Er liegt 6 km nordwestlich von Portsmouth.

## Geschichte
Die Römer errichteten hier Portus Adurni. Später entstand hier Portchester Castle (-chester von altenglisch: ceaster = befestigte Siedlung). Der schnell wachsende Ort hat heute fast 20.000 Einwohner. 

## Sehenswürdigkeiten
Das Fort, das im 11. Jahrhundert zu einer normannischen Burg ausgebaut wurde, gilt als das am besten erhaltene römische Fort nördlich der Alpen. Die Pfarrkirche St. Mary's wurde um 1120 von den Normannen aus Sandstein von der Isle of Wight erbaut, im Elisabethanischen Zeitalter nach Teileinsturz erneuert und ergänzt und gilt wegen ihrer schlichten Schönheit als besonders sehenswert. Sie ist von den Mauern der römisch-normannischen Befestigung umgeben.

## Sport und Freizeit
Portchester hat einen Fußballklub AFC Portchester, der auf dem Wicor Recreation Ground spielt.